# The Black Mamba
Os The Black Mamba são uma banda portuguesa fundada em 2010 por Tatanka, Ciro Cruz e Miguel Casais. No dia 6 de março de 2021, a banda venceu o Festival RTP da Canção 2021 com o tema Love is on My Side, pelo que  representaram Portugal no Festival Eurovisão da Canção 2021, onde alcançaram o 12º lugar. 

### Biografia
Em maio de 2010, Pedro Taborda (Tatanka), Ciro Cruz e Miguel Casais formaram os The Black Mamba, nome que também batizou o disco de estreia. Em pouco mais de um ano, passaram por Londres, Filadélfia, Luanda, Madrid e Sevilha na sua digressão de estreia, tendo também passado pelo Brasil em 2013. Em 2014, a banda lançou o primeiro álbum, “Dirty Little Brother”, ao qual se seguiu uma nova digressão nacional e internacional. Durante o ano de 2016, a banda apresentou uma série de concertos em formato acústico. Em outubro de 2018, a banda apresentou o segundo álbum de originais, The Mamba King. No ano seguinte, a digressão Good Times Tour celebrou a carreira da banda, tendo terminado no final de fevereiro de 2020. Em junho de 2020, os The Black Mamba fizeram parte do cartaz do Festival Regresso ao Futuro, que marcou o retomar da atividade pós-confinamento de cerca de 20 bandas e salas. Participaram também nas Noites F, em Faro, no Águeda Drive In e nas Noites do Palácio, no Porto.